# IFK Varberg
IFK Varberg bildades 1931, lades ned 1968 och återuppstod 5 juni 2005 för att sedan återigen läggas ner efter säsongen 2012, fotbollsklubb i Varberg, centralort i Varbergs kommun, Hallands län. 
1933 började klubben spela i Hallandsserien Division 2.
Hemmaarena för IFK Varberg är  Håstens IP, men man inriktar sig på att så småningom flytta över till Påskbergsvallen. Klubben siktar på att vara uppe i division V inom tre år.
IFK Varberg tillhör Idrottsföreningen Kamraterna, som grundades 1895 och idag omfattar 167 klubbar med sammanlagt cirka 100 000 medlemmar. Klubbdräkt och klubbmärke har de blåvita färgerna för samtliga anslutna klubbar. 